# Bakir Izetbegović
Pour les articles homonymes, voir Izetbegović.
Bakir Izetbegović, né le 28 juin 1956 à Sarajevo, est un homme d'État bosnien.

## Biographie
Fils d'Alija Izetbegović, il est vice-président du Parti d'action démocratique. Le 3 octobre 2010, il est élu membre de la présidence collégiale de Bosnie-Herzégovine comme représentant de la communauté bosniaque en obtenant 35 %, devançant ainsi le sortant Haris Silajdžić. Il prend ses fonctions, en compagnie de ses collègues croate et serbe, le 10 novembre 2010.
Le 10 mars 2012, il devient président de la présidence collégiale, succédant à Željko Komšić. Le 10 novembre suivant, il cède à son tour la présidence à Nebojša Radmanović. Le 10 mars 2014, il accède une seconde fois au poste de président de présidence collégiale. Réélu membre de la présidence collégiale le 14 octobre 2014, il entame un second mandat de quatre ans le 17 novembre suivant, en compagnie de ses nouveaux collègues croate et serbe. Du 17 mars au 17 novembre 2016, il exerce une troisième fois les fonctions de président de la présidence collégiale, puis un quatrième mandat du 17 mars au 20 novembre 2018, date à laquelle il quitte la présidence collégiale.
De nouveau candidat aux élections à la présidence de 2022, il est battu par Denis Bećirović.